# Moncaup (Pyrénées-Atlantiques)
Pour les articles homonymes, voir Moncaup.
Moncaup (prononcé [mɔ̃ko] ; en béarnais Montcauv ou Mouncaup) est une commune française située dans le département des Pyrénées-Atlantiques, en région Nouvelle-Aquitaine.

## Géographie

### Localisation
La commune de Moncaup se trouve dans le département des Pyrénées-Atlantiques, en région Nouvelle-Aquitaine.
Elle se situe à 42 km par la route de Pau, préfecture du département, et à 39 km de Serres-Castet, bureau centralisateur du canton des Terres des Luys et Coteaux du Vic-Bilh dont dépend la commune depuis 2015 pour les élections départementales.
La commune fait en outre partie du bassin de vie de Lembeye.
Les communes les plus proches sont : 
Monpezat (2,2 km), Corbère-Abères (2,8 km), Bétracq (3,2 km), Bassillon-Vauzé (3,4 km), Lascazères (3,6 km), Lasserre (3,9 km), Lahitte-Toupière (4,4 km), Hagedet (4,5 km).
Sur le plan historique et culturel, Moncaup fait partie de la province du Béarn, qui fut également un État et qui présente une unité historique et culturelle à laquelle s’oppose une diversité frappante de paysages au relief tourmenté.

### Communes limitrophes
Les communes limitrophes sont  Bassillon-Vauzé, Corbère-Abères, Lahitte-Toupière, Lascazères, Monpezat, Sombrun, Séméacq-Blachon et Vidouze.
| Séméacq-Blachon | Monpezat                  | Lascazères (Hautes-Pyrénées)       |
| Corbère-Abères  | Moncaup                   | Sombrun (Hautes-Pyrénées)          |
| Bassillon-Vauzé | Vidouze (Hautes-Pyrénées) | Lahitte-Toupière (Hautes-Pyrénées) |

### Hydrographie

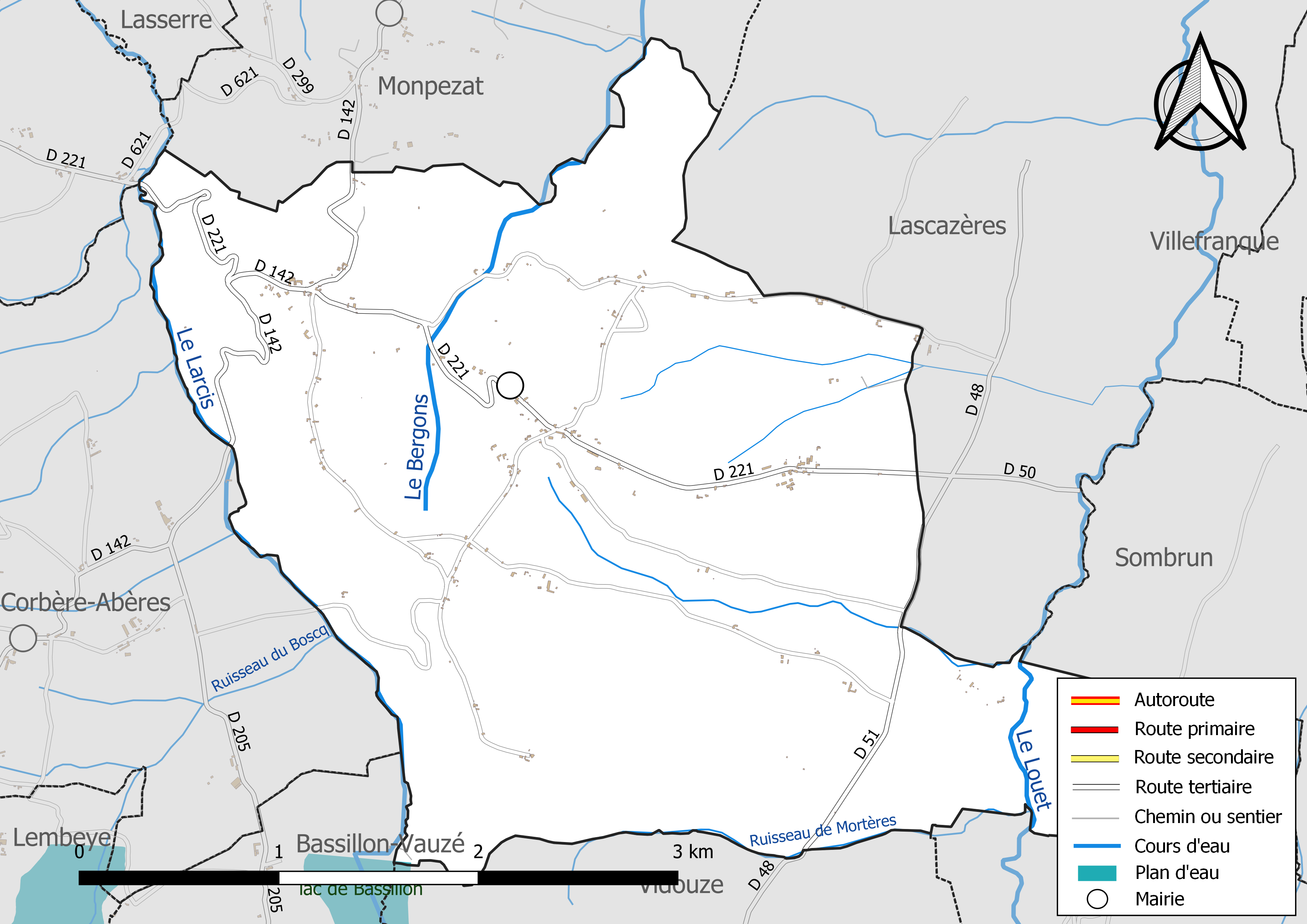
Réseaux hydrographique et routier de Moncaup.

La commune est drainée par le Bergons, le Larcis, le Louet, le ruisseau de Mortères, et par divers petits cours d'eau, constituant un réseau hydrographique de 8 km de longueur totale,.
Le Bergons, d'une longueur totale de 25,1 km, prend sa source dans la commune et s'écoule du sud vers le nord. Il traverse la commune et se jette dans l'Adour à Saint-Mont, après avoir traversé 9 communes.
Le Larcis, d'une longueur totale de 34,8 km, prend sa source dans la commune de Luc-Armau, et s'écoule vers le nord-ouest. Il se jette dans le Léez à Projan, après avoir traversé 20 communes.
Le Louet, d'une longueur totale de 44,3 km, prend sa source dans la commune de Gardères et s'écoule du sud vers le nord. Il traverse la commune et se jette dans l'Adour à Castelnau-Rivière-Basse, après avoir traversé 22 communes.

### Climat
Pour des articles plus généraux, voir Climat de la Nouvelle-Aquitaine et Climat des Pyrénées-Atlantiques.
Historiquement, la commune est exposée à un climat océanique aquitain.  
En 2020, Météo-France publie une typologie des climats de la France métropolitaine dans laquelle la commune est exposée à un climat de montagne et est dans la région climatique Aquitaine, Gascogne, caractérisée par une pluviométrie abondante au printemps, modérée en automne, un faible ensoleillement au printemps, un été chaud (19,5 °C), des vents faibles, des brouillards fréquents en automne et en hiver et des orages fréquents en été (15 à 20 jours).
Pour la période 1971-2000, la température annuelle moyenne est de 12,7 °C, avec une amplitude thermique annuelle de 14,2 °C. Le cumul annuel moyen de précipitations est de 1 039 mm, avec 11,2 jours de précipitations en janvier et 7,7 jours en juillet. Pour la période 1991-2020, la température moyenne annuelle observée sur la station météorologique la plus proche, située sur la commune de Maubourguet à 7,73 km à vol d'oiseau, est de 0,0 °C et le cumul annuel moyen de précipitations est de 0,0 mm,. Pour l'avenir, les paramètres climatiques de la commune estimés pour 2050 selon différents scénarios d'émission de gaz à effet de serre sont consultables sur un site dédié publié par Météo-France en novembre 2022.

### Milieux naturels et biodiversité

#### Réseau Natura 2000
Le réseau Natura 2000 est un réseau écologique européen de sites naturels d'intérêt écologique élaboré à partir des Directives « Habitats » et « Oiseaux », constitué de zones spéciales de conservation (ZSC) et de zones de protection spéciale (ZPS).
Un site Natura 2000 a été défini sur la commune au titre de la « directive Habitats » : les « coteaux de Castetpugon, de Cadillon et de Lembeye », d'une superficie de 220 ha, présentant des pelouses calcaires riches en orchidées et autres plantes rares régionalement, globalement bien conservées,.

#### Zones naturelles d'intérêt écologique, faunistique et floristique
L’inventaire des zones naturelles d'intérêt écologique, faunistique et floristique (ZNIEFF) a pour objectif de réaliser une couverture des zones les plus intéressantes sur le plan écologique, essentiellement dans la perspective d’améliorer la connaissance du patrimoine naturel national et de fournir aux différents décideurs un outil d’aide à la prise en compte de l’environnement dans l’aménagement du territoire.
Une ZNIEFF de type 2 est recensée sur la commune, : 
les « coteaux calcaires du Béarn » (461,36 ha), couvrant 20 communes du département.

## Urbanisme

### Typologie
Au 1er janvier 2024, Moncaup est catégorisée commune rurale à habitat très dispersé, selon la nouvelle grille communale de densité à sept niveaux définie par l'Insee en 2022.
Elle est située hors unité urbaine et hors attraction des villes,.

### Occupation des sols

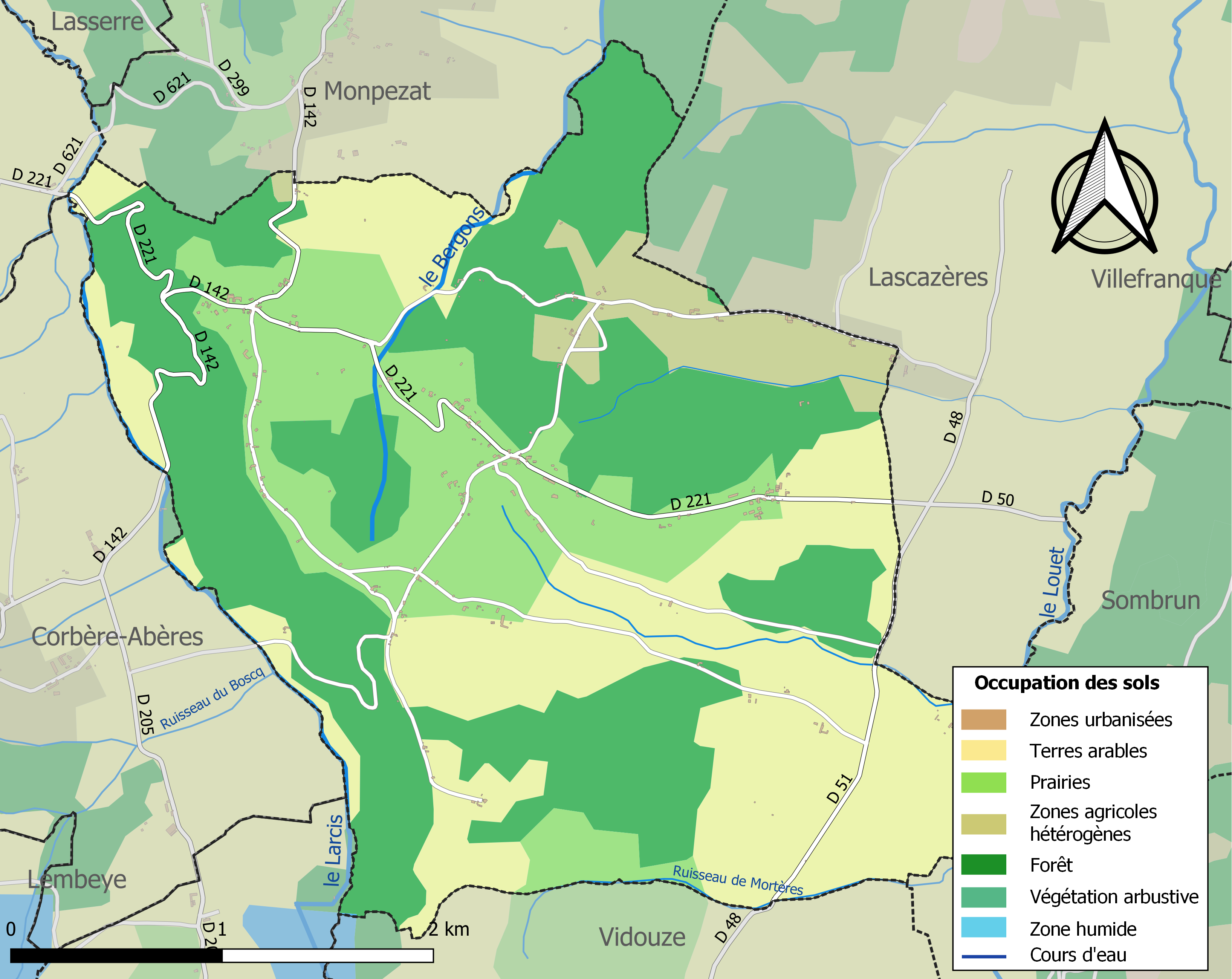
Carte des infrastructures et de l'occupation des sols de la commune en 2018 (CLC).

L'occupation des sols de la commune, telle qu'elle ressort de la base de données européenne d’occupation biophysique des sols Corine Land Cover (CLC), est marquée par l'importance des territoires agricoles (56,1 % en 2018), une proportion identique à celle de 1990 (56,1 %). La répartition détaillée en 2018 est la suivante : 
forêts (43,9 %), terres arables (31,2 %), prairies (19 %), zones agricoles hétérogènes (5,9 %). L'évolution de l’occupation des sols de la commune et de ses infrastructures peut être observée sur les différentes représentations cartographiques du territoire : la carte de Cassini (XVIIIe siècle), la carte d'état-major (1820-1866) et les cartes ou photos aériennes de l'IGN pour la période actuelle (1950 à aujourd'hui).

### Lieux-dits et hameaux
- Ancien Moulin ;
- Basté ;
- Bourdalès ;
- Boutigué ;
- Camau ;
- le Château ;
- Coteaux en delà de Larcis ;
- Domenjou ;
- Duviau ;
- Floris ;
- Latrille ;
- Mayné ;
- Pantalou ;
- Poublan.

### Voies de communication et transports
Elle est desservie par les routes départementales 51, 142 et 221.

### Risques majeurs
Le territoire de la commune de Moncaup est vulnérable à différents aléas naturels : météorologiques (tempête, orage, neige, grand froid, canicule ou sécheresse), inondations et séisme (sismicité modérée). Il est également exposé à un risque technologique, la rupture d'un barrage. Un site publié par le BRGM permet d'évaluer simplement et rapidement les risques d'un bien localisé soit par son adresse soit par le numéro de sa parcelle.

#### Risques naturels
Certaines parties du territoire communal sont susceptibles d’être affectées par le risque d’inondation par une crue à  débordement lent de cours d'eau, notamment le Louet, le Bergons et le Larcis. La commune a été reconnue en état de catastrophe naturelle au titre des dommages causés par les inondations et coulées de boue survenues en 1982, 1990 et 2009,.

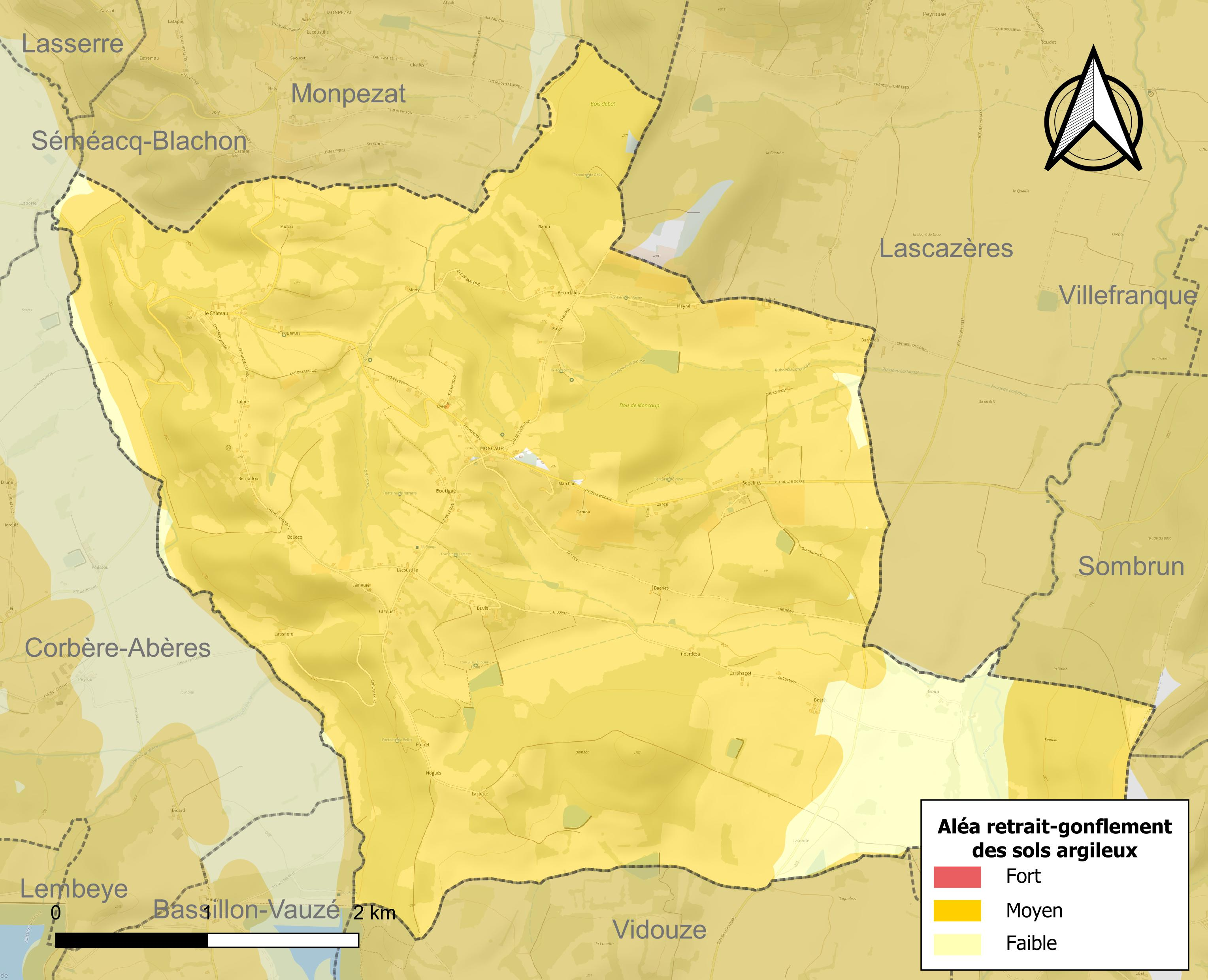
Carte des zones d'aléa retrait-gonflement des sols argileux de Moncaup.

Le retrait-gonflement des sols argileux est susceptible d'engendrer des dommages importants aux bâtiments en cas d’alternance de périodes de sécheresse et de pluie. 92,4 % de la superficie communale est en aléa moyen ou fort (59 % au niveau départemental et 48,5 % au niveau national). Depuis le 1er octobre 2020, en application de la loi ELAN, différentes contraintes s'imposent aux vendeurs, maîtres d'ouvrages ou constructeurs de biens situés dans une zone classée en aléa moyen ou fort,.

#### Risque technologique
La commune est en outre située en aval de barrages de classe A. À ce titre elle est susceptible d’être touchée par l’onde de submersion consécutive à la rupture de cet ouvrage.

## Toponymie
Le toponyme Moncaup apparaît sous les formes Mont-Caup (1343, hommages de Béarn), Moncaub (1402, censier de Béarn), Moncamp et Sainte-Luce de Moncaup (respectivement 1546 et 1680, réformation de Béarn).
Son nom béarnais est Montcauv ou Mouncaup.

## Histoire
En 1385, la commune comptait cinquante-deux feux et dépendait du bailliage de Lembeye. À cette même époque, Monpezat était une annexe de Moncaup.

### Les Hospitaliers
Paul Raymond note que Moncaup était un membre de la commanderie des Hospitaliers de l'ordre de Saint-Jean de Jérusalem de Caubin et Morlaàs.

## Héraldique
| Blason | Blasonnement : D'or à la montagne de trois coupeaux, deux de sinople sommés d'un de gueules, mouvant d'une muraille crénelée et défendue d'une tour et deux demies, le tout mouvant de la pointe et des flancs, d'argent maçonné et ajouré de sable; au chef d'azur chargé de trois coquilles d'argent |

## Politique et administration
| Période                                  | Période  | Identité         | Étiquette | Qualité     |
| ---------------------------------------- | -------- | ---------------- | --------- | ----------- |
| 1995                                     | 2008     | Raymond Lansaman |           | agriculteur |
| 2008                                     | 2014     | Gabriel Hugues   |           | viticulteur |
| 2014                                     | En cours | Gabriel Hugues   |           | viticulteur |
| Les données manquantes sont à compléter. |          |                  |           |             |

### Intercommunalité
Moncaup fait partie de cinq structures intercommunales :
- la communauté de communes du Nord-Est Béarn ;
- le SIVU de la voirie du canton de Lembeye ;
- le SIVU de regroupement pédagogique d'Aurions-idernes, Arrosès, Séméacq-Blachon et Moncaup ;
- le syndicat d'énergie des Pyrénées-Atlantiques ;
- le syndicat intercommunal d'alimentation en eau potable (SIAEP) du Vic-Bilh Montanérès.

Moncaup accueille le siège du SIVU de regroupement pédagogique d'Aurions-idernes, Arrosès, Séméacq-Blachon et Moncaup.

## Population et société

### Démographie
L'évolution du nombre d'habitants est connue à travers les recensements de la population effectués dans la commune depuis 1793. Pour les communes de moins de 10 000 habitants, une enquête de recensement portant sur toute la population est réalisée tous les cinq ans, les populations de référence des années intermédiaires étant quant à elles estimées par interpolation ou extrapolation. Pour la commune, le premier recensement exhaustif entrant dans le cadre du nouveau dispositif a été réalisé en 2004.

En 2022, la commune comptait 154 habitants, en stagnation par rapport à 2016 (Pyrénées-Atlantiques : +3,78 %, France hors Mayotte : +2,11 %).
| 1793 | 1800 | 1806 | 1821 | 1831 | 1836 | 1841 | 1846 | 1851 |
| ---- | ---- | ---- | ---- | ---- | ---- | ---- | ---- | ---- |
| 488  | 617  | 745  | 829  | 732  | 824  | 837  | 754  | 755  |

| 1856 | 1861 | 1866 | 1872 | 1876 | 1881 | 1886 | 1891 | 1896 |
| ---- | ---- | ---- | ---- | ---- | ---- | ---- | ---- | ---- |
| 764  | 690  | 650  | 653  | 617  | 614  | 607  | 661  | 603  |

| 1901 | 1906 | 1911 | 1921 | 1926 | 1931 | 1936 | 1946 | 1954 |
| ---- | ---- | ---- | ---- | ---- | ---- | ---- | ---- | ---- |
| 514  | 513  | 454  | 394  | 337  | 312  | 295  | 270  | 232  |

| 1962 | 1968 | 1975 | 1982 | 1990 | 1999 | 2004 | 2006 | 2009 |
| ---- | ---- | ---- | ---- | ---- | ---- | ---- | ---- | ---- |
| 239  | 192  | 164  | 165  | 177  | 144  | 151  | 154  | 158  |

| 2014 | 2019 | 2022 | - | - | - | - | - | - |
| ---- | ---- | ---- | - | - | - | - | - | - |
| 153  | 159  | 154  | - | - | - | - | - | - |

## Économie
La commune fait partie des zones d'appellation d'origine contrôlée (AOC) du madiran, du pacherenc-du-vic-bilh et du béarn.

## Culture locale et patrimoine

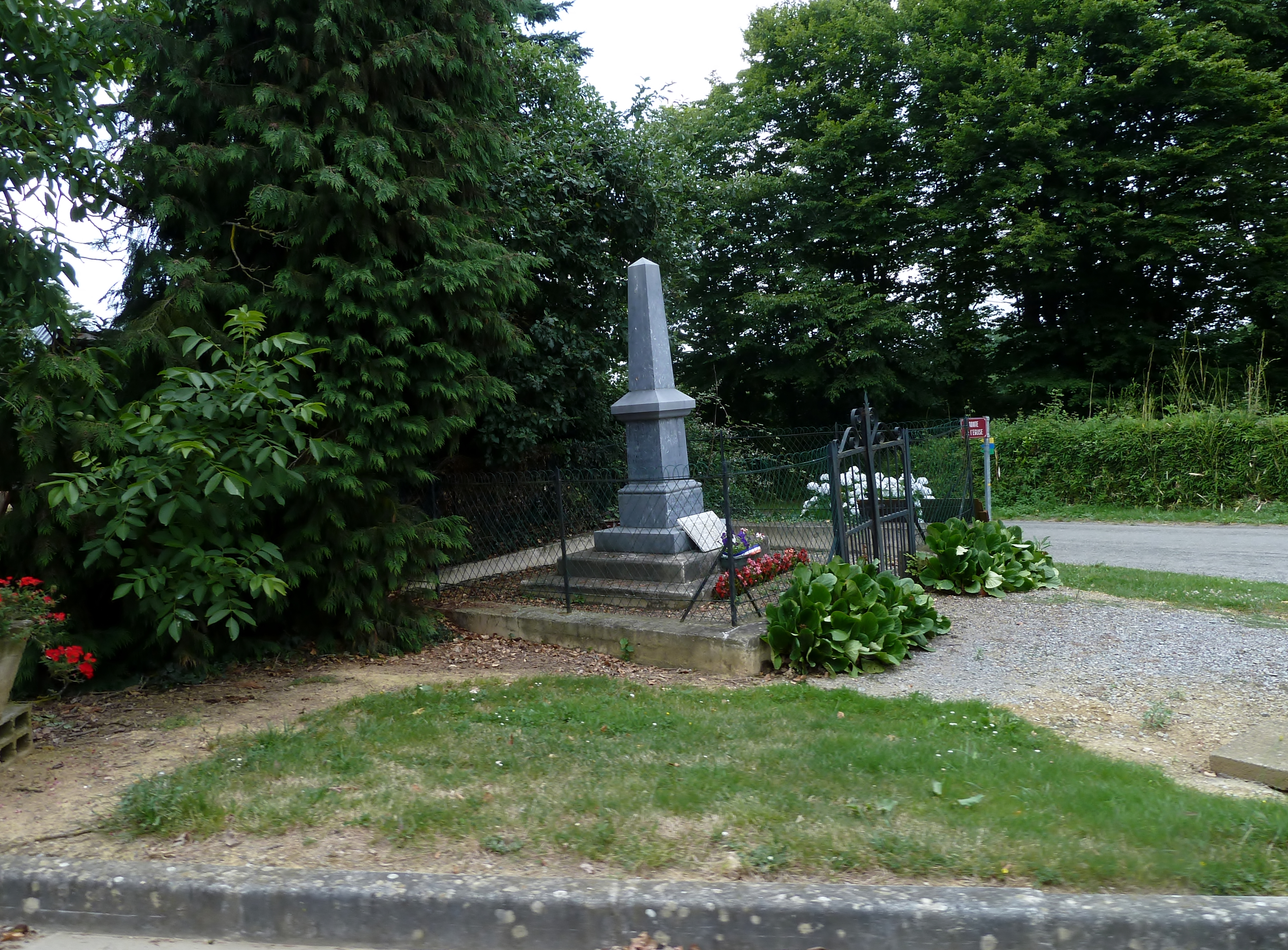
Le monument aux morts.
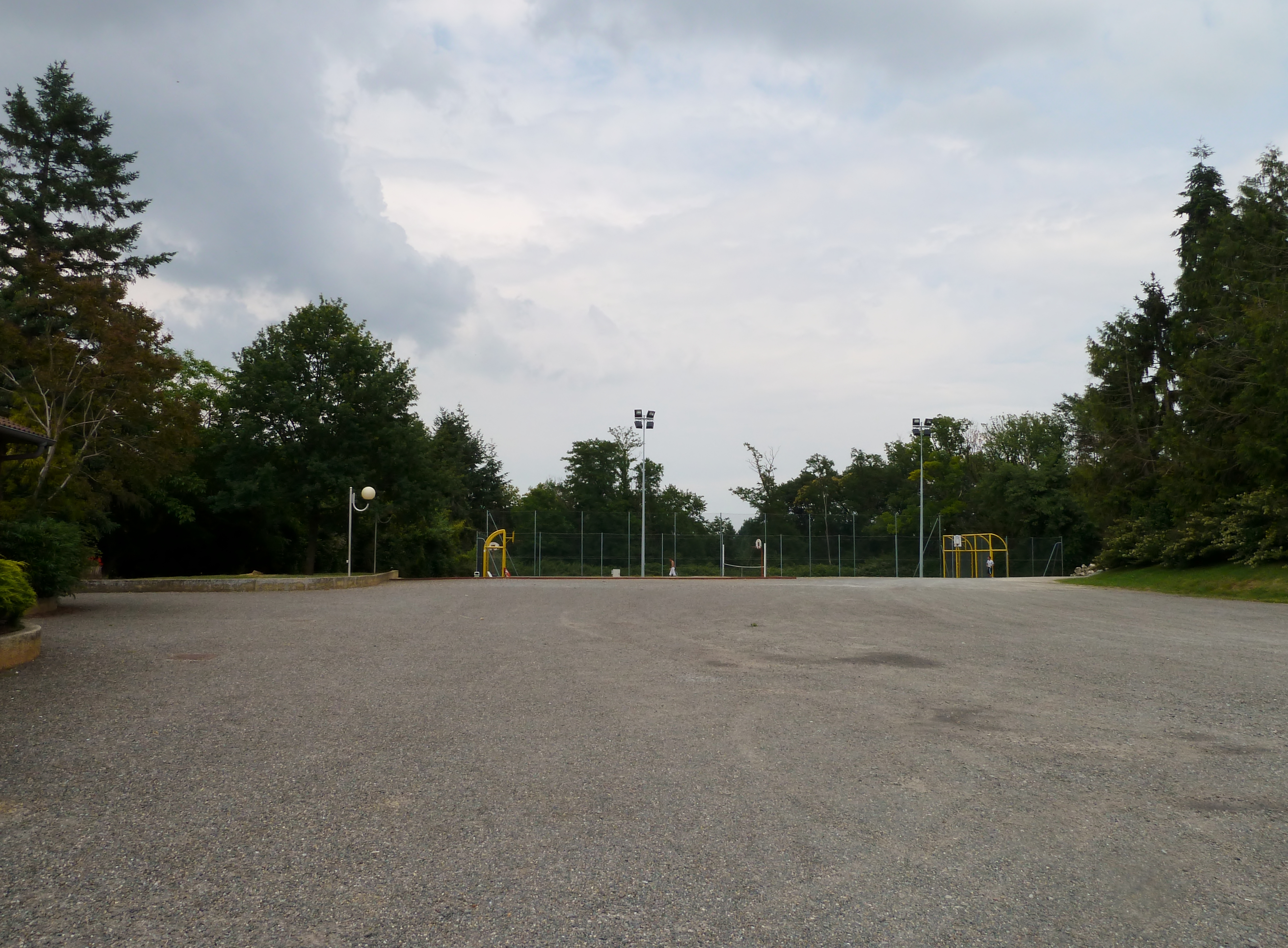
Le terrain de sport.
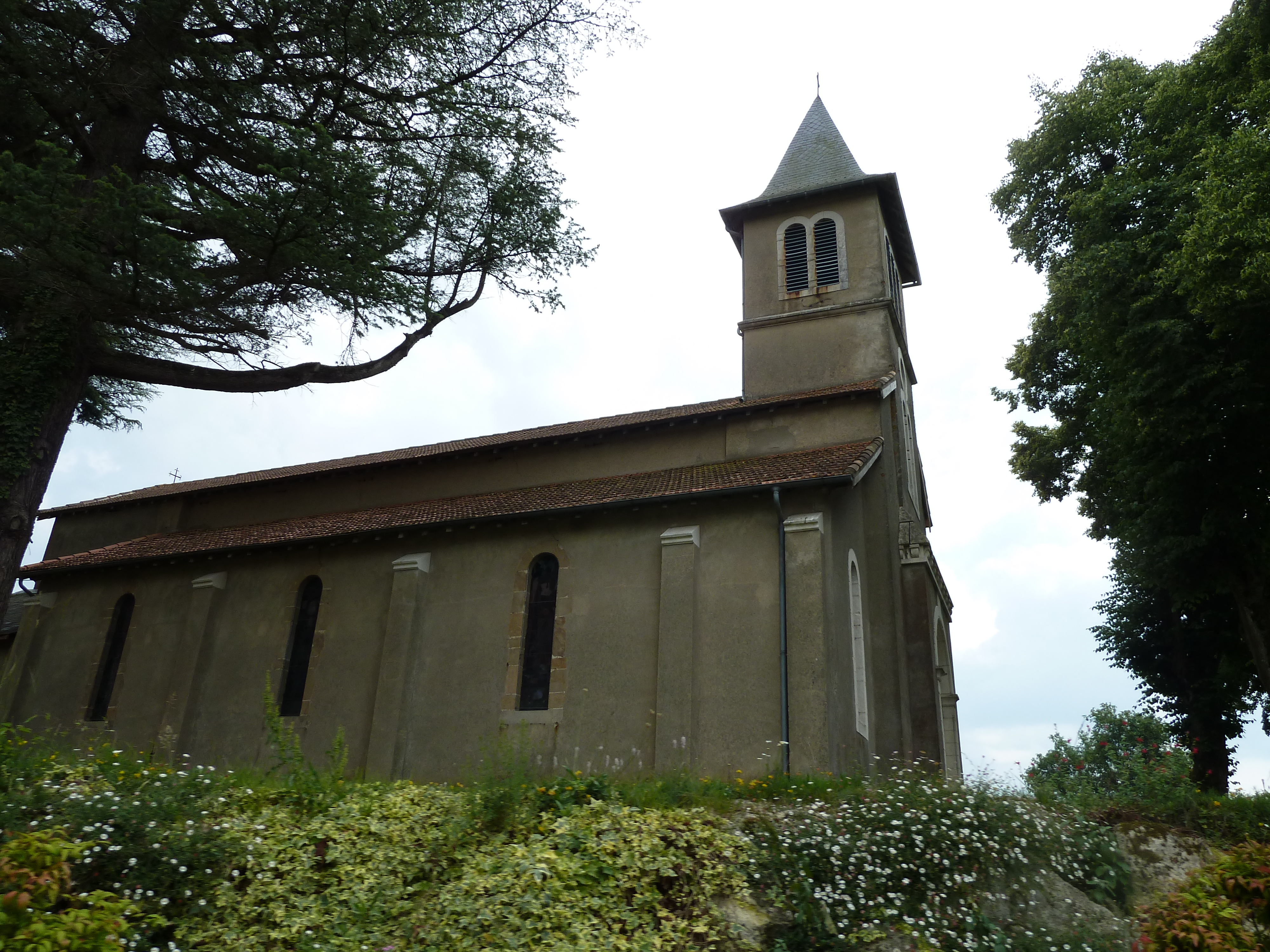
L'église Sainte-Lucie.
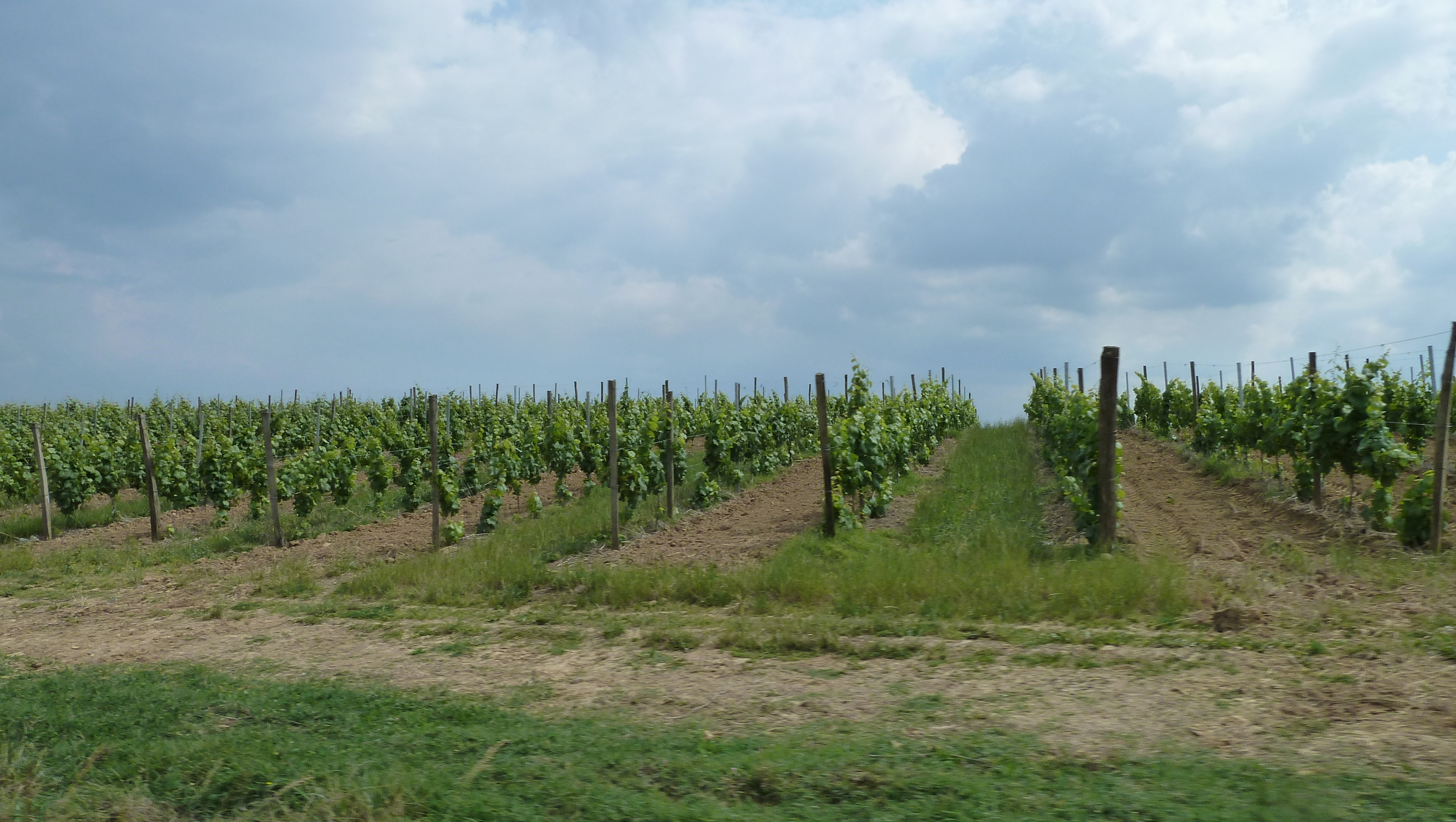
Vignes à Moncaup.

### Patrimoine civil
Les vestiges d'un ancien ensemble fortifié du XIe siècle témoignent du passé ancien de la commune.
Une croix de chemin se dresse au lieu-dit le Château, et date de la limite XIXe et XXe siècles.
Moncaup présente un ensemble de demeures et de fermes dont la construction s'étale du XVIIe siècle au XIXe siècle, ainsi qu'une fontaine-lavoir du XIXe siècle.
Un ancien moulin, signalé dès 1675, est également visible sur la commune.
Enfin le village a consenti en 2009 un effort considérable pour la restauration de son lavoir, des fontaines et sources. Il y a quatre circuits de 4 à 15 km pour en faire le tour !  Attention certaines ne sont pas facilement accessibles mais des ex-voto témoignent de leur fréquentation.

### Patrimoine religieux
L'actuelle église Sainte-Lucie fut construite après 1903 pour remplacer l'ancien édifice qui datait du haut Moyen Âge et qui fut abattue vers 1901. Elle recèle du mobilier, un tableau, des verrières et des objets inscrits à l'inventaire général du patrimoine culturel.

## Équipements

### Éducation
La commune dispose d'une école élémentaire.